# Джуди Арънсън
Джуди Арънсън (на английски: Judy Aronson) е американска актриса.
Родена в Панорама Сити, район на Лос Анджелис, Калифорния, на 7 юни 1964 г., тя е четвъртата дъщеря от общо пет.
Участва във филма Американска нинджа (1985). Арънсън играе и в Ханибал (2001), където е репортерка.